# Hôpital Sainte-Périne - Rossini - Chardon-Lagache
Het Hôpital Sainte-Périne - Rossini - Chardon-Lagache is een ziekenhuis in Boulogne-Billancourt ten zuidwesten van Parijs (Frankrijk). Het is opgericht in 1807. Het was een van de belangrijkste en bekendste centra voor geriatrie in Europa. Het is onderdeel van de Assistance publique - Hôpitaux de Paris en een academisch ziekenhuis van de Universiteit van Versailles-Saint-Quentin-en-Yvelines.
- Gemeinsame Normdatei: 4538686-9
- Library of Congress Control Number: n98081656
- Virtual International Authority File: 138555508